# Wrocław Karłowice
Wrocław Karłowice – dawna wąskotorowa stacja kolejowa we Wrocławiu, w dzielnicy Karłowice, w województwie dolnośląskim, w Polsce. Została otwarta w 1898 roku i funkcjonowała do 1967 roku.
17 lutego 2016 r. marszałek województwa dolnośląskiego zapowiedział uruchomienie do 2020 roku przystanku nowego przystanku o nazwie Wrocław Karłowice, zlokalizowanego na normalnotorowej linii 143 Kalety – Wrocław Mikołajów. Z planów tych jednak się wycofano